# Podgórna (dopływ Wrzosówki)
Podgórna (do 1945 niem. Giersdorf Wasser) – potok, prawy dopływ Wrzosówki o długości 11,99 km.

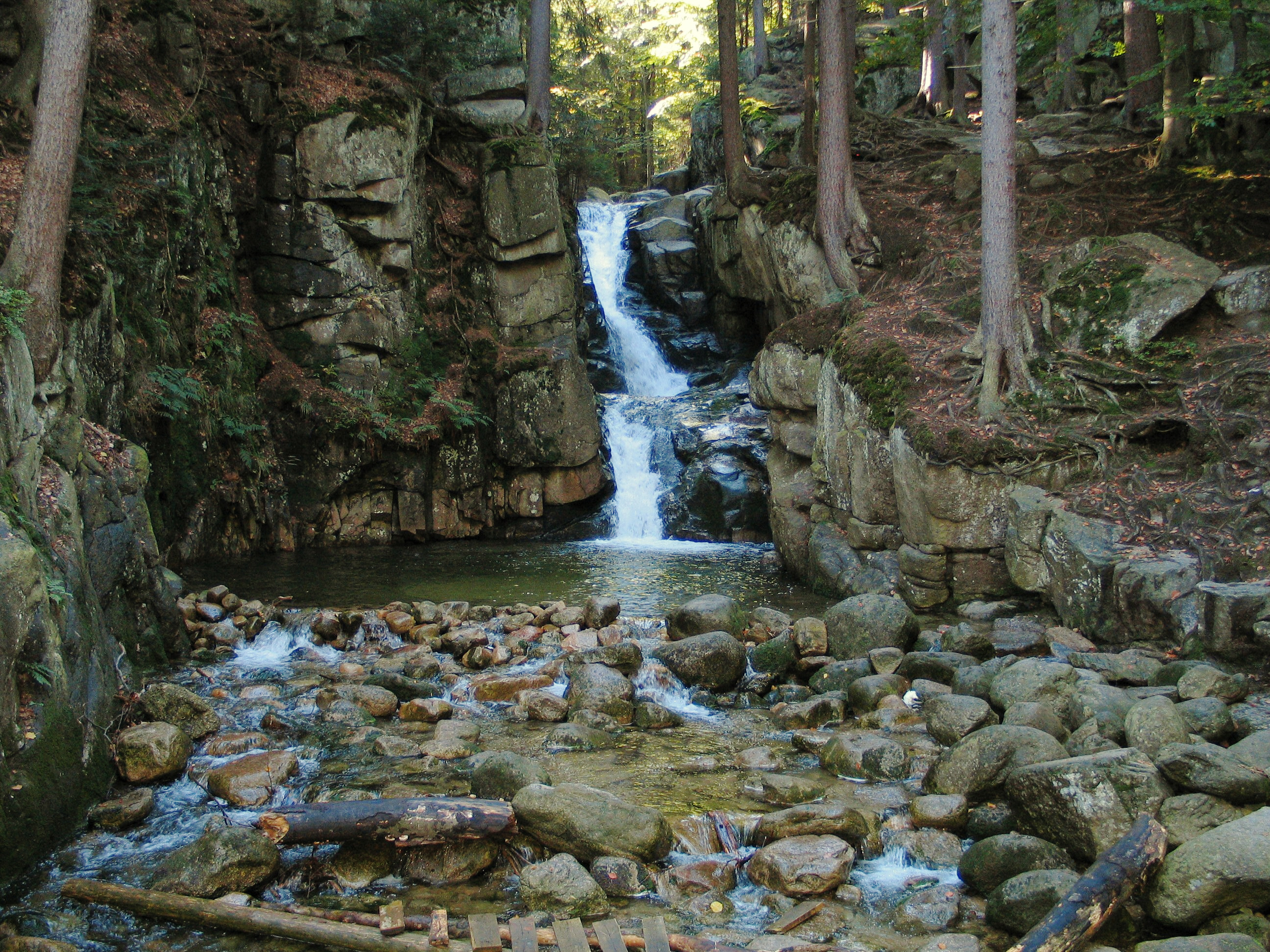
Wodospad Podgórnej

Potok płynie w Sudetach Zachodnich. Jego źródło znajduje się w Karkonoszach, w środkowej części Śląskiego Grzbietu, między Małym Szyszakiem a Tępym Szczytem, na wysokości 1244 m n.p.m. Płynie na północ krętą doliną z licznymi zakolami. W swym przebiegu tworzy Wodospad Podgórnej znajdujący się powyżej Przesieki. Przepływa przez Przesiekę i Podgórzyn, gdzie opuszcza Karkonosze i wpływa do Kotliny Jeleniogórskiej. Do Wrzosówki wpada w Cieplicach Śląskich-Zdroju na terenie suchego zbiornika przeciwpowodziowego "Cieplice", w pobliżu wałów przeciwpowodziowych, na granicy z Parkiem Norweskim.
Lewymi dopływami Podgórnej są Czerwień, Choiniec i Zachełmiec, a prawymi Srebrny Potok, Myja, Kacza oraz Sośniak.
Potok płynie po granicie i jego zwietrzelinie, a na obszarze Kotliny Jeleniogórskiej po osadach czwartorzędowych. Górna część zlewni Wrzosówki porośnięta jest górnoreglowymi lasami świerkowymi, niżej lasami dolnoreglowymi. Od Sobieszowa płynie przez obszary zurbanizowane, pola i łąki. Odcinek źródliskowy położony jest na obszarze Karkonoskiego Parku Narodowego.